# Bronisław Basza
Bronisław Basza (ur. 3 września 1922 w Krośnie, zm. 6 listopada 1994) – polski ekonomista i polityk, poseł na Sejm PRL IV kadencji.

## Życiorys
Syn Jana i Heleny. Podczas II wojny światowej zatrudniony w charakterze robotnika Fabryki Obuwia w Krośnie, pracował również jako ogrodnik przy szkole rolniczej w Suchodole, gdzie w 1944 ukończył liceum rolnicze. Po zakończeniu wojny zdał egzamin maturalny w liceum w Krośnie, a od 1946 do 1949 studiował w Studium Spółdzielczym Wydziału Rolniczego Uniwersytetu Jagiellońskiego. Po studiach podjął pracę w Wydziale Rewizji Centrali Rzemieślniczej w Krakowie oraz Oddziale Centrali w Rzeszowie. Później pracował w Spółdzielni Wielobranżowej w Krośnie w charakterze księgowego (1951–1955), następnie pełnił obowiązki prezesa zarządu Rolniczej Spółdzielni Pracy Przemysłu Szklanego w Polance oraz kierownika kontroli „Społem” w Krośnie.
W 1956 rozpoczął karierę w organach kierowania terytorialnego jako przewodniczący prezydium Miejskiej Rady Narodowej w Krośnie. W 1957 zasiadł w zarządzie nowo powołanego Stowarzyszenia Przyjaciół Ziemi Krośnieńskiej. Od 1961 był sekretarzem Wojewódzkiego Komitetu Stronnictwa Demokratycznego w Rzeszowie, zasiadał również w Centralnym Komitecie (przystąpił do tej partii w 1949). W 1965 uzyskał mandat posła na Sejm PRL IV kadencji w okręgu Krosno. Zasiadał w Komisji Budownictwa i Gospodarki Komunalnej. Po odejściu z Sejmu był m.in. kierownikiem Zespołu Społeczno-Zawodowego i Rad Narodowych Centralnego Komitetu SD, następnie zaś Wydziału Społeczno-Oświatowego CK SD. Otrzymał Złoty Krzyż Zasługi oraz Krzyż Kawalerski Orderu Odrodzenia Polski. W następnych latach pracował w Ministerstwie Finansów, kończąc jako doradca ministra.
Został pochowany na cmentarzu komunalnym Północnym w Warszawie.